# Карнарвон (аэропорт)
 Карнарвон  — аэропорт, расположенный в Карнарвоне, Западная Австралия. Аэропорт находится на высоте 4 метра над уровнем моря.